# حمله متن اصلی
حمله متن اصلی (به انگلیسی: ciphertext-only attack) یا COA، یک مدل حمله برای تحلیل رمز است که در آن حمله‌کننده فقط می‌تواند فرض کند که یک مجموعه‌ای از متن‌های رمز شده را در اختیار دارد.
این حمله کاملاً موفقیت‌آمیز است اگر حمله‌کننده بتواند متن آشکار یا از آن بهتر کلید را بدست آورد. همچنین اگر حمله‌کننده بتواند کوچکترین اطلاعاتی را از متن آشکار یا کلید بدست آورد این حمله موفق در نظر گرفته می‌شود. به‌طور مثال، اگر حمله‌کننده با ارسال ترافیک بتواند بین پیام تهی و پیام واقعی تمایز دهد می‌تواند از این موضوع استفاده کند و در نتیجه این حمله موفق محسوب می‌شود.
الگوریتم‌های رمزنگاری قدیمی مانند رمز سزار، رمز ویژنر دارای حمله متن اصلی هستند که می‌توان فقط با داشتن متن رمز شده و با روش‌هایی مانند تحلیل فراوانی یا حمله جستجوی فراگیر متن آشکار را بدست آورد. ماشین انیگما توانست این حمله را سخت‌تر کند. امروزه همه الگوریتم‌های مدرن برای محافظت در برابر این حمله طراحی می‌شوند و اگر این امنیت رمزنگاری را نداشته باشد امنیت‌های سطح بالا را نیز ندارد. در حقیقت این امنیت سطح پایه امنیت در الگوریتم‌های رمزنگاری است.
الگوریتم‌هایی مانند AES توانسته‌اند با اعمال جایگشت و عملیات مانند ضرب ماتریس تحلیل فراوانی را در متن رمزشده ناممکن سازند. البته ممکن است به دلیل مدیریت نادرست منابع مانند کلید علی‌رغم امنیت الگوریتم در برابر حمله متن اصلی کل سیستم در برابر حمله متن اصلی امن نباشد مثال‌های زیر برخی از حملات متن اصلی در دنیای واقع هستند:
- نسخه‌های اولیه PPTP مایکروسافت برای شبکه خصوصی مجازی از الگوریتم RC4 با کلید یکسان برای فرستنده و گیرنده استفاده می‌کرد. در هر موردی که رمز جریانی مانند RC4 دو بار با کلید یکسان استفاده شود جا برای حمله متن اصلی وجود دارد. ببینید:Stream cipher attack
- برای WEP که اولین پروتکل امنیتی Wi_Fi است، حملات متعددی به اثبات رسیده‌است که اکثر آن‌ها حمله متن اصلی است.
- نشان داده شد که برخی از الگوریتم‌های مدرن نسبت به حمله متن اصلی آسیب پذیرند مانند الگوریتم رمزنگاری Akelarre.
- الگوریتم‌های رمزنگاری که فضای کلید آن‌ها کوچک‌اند بوسیله حمله جستجوی فراگیر آسیب پذیرند. مثالی از این نوع آسیب‌پذیری الگوریتم DES است که توسط این حمله شکسته شد.

## همچنین ببینید
- حمله متن رمزشده انتخابی
- حمله متن آشکار
- حمله متن انتخاب شده